# Subdivisions de l'oblast de Koursk
L'administration territoriale de l'oblast de Koursk est l'organisation des institutions et des administrations du territoire de l'oblast russe de Koursk. On recense de nombreuses communautés territoriales qui peuvent avoir un objectif politique (municipalités), électoral (circonscriptions électorales) ou administratif (raïons et certaines villes).

## Vue d'ensemble
D'un point de vue administratif, l'oblast est divisé en 28 raïons et en 480 conseils de villages (selsoviets). Ils contiennent 5 villes d'importance d'oblast, 5 villes d'importances de raïons, 22 communes urbaines et 2775 localités rurales.
Selon la division municipale actuelle en vigueur, l'oblast est divisé en 5 okrougs urbains et en 28 raïons municipaux. Ces raïons municipaux contiennent 27 établissements urbains et 295 établissements ruraux. Ainsi, il y a en tout 355 municipalités sur le territoire de l'oblast.

### Tableau
| N°                                              | Nom                                             | Centre administratif                            | Superficie                                      | Population (Rec. 2021)                          | Densité de population hab./km²                  |
| Villes d'importance régionale (okrougs urbains) | Villes d'importance régionale (okrougs urbains) | Villes d'importance régionale (okrougs urbains) | Villes d'importance régionale (okrougs urbains) | Villes d'importance régionale (okrougs urbains) | Villes d'importance régionale (okrougs urbains) |
| ----------------------------------------------- | ----------------------------------------------- | ----------------------------------------------- | ----------------------------------------------- | ----------------------------------------------- | ----------------------------------------------- |
| 1                                               | Ville de Koursk                                 | Koursk                                          | 189                                             | 440 052                                         |                                                 |
| 2                                               | Ville de Jeleznogorsk                           | Jeleznogorsk                                    | 112                                             | 95 578                                          |                                                 |
| 3                                               | Ville de Kourtchatov                            | Kourtchatov                                     | 55                                              | 39 167                                          |                                                 |
| 4                                               | Ville de Lgov                                   | Lgov                                            | 38                                              | 16 779                                          |                                                 |
| 5                                               | Ville de Chtchigry                              | Chtchigry                                       | 21                                              | 14 386                                          |                                                 |
| Raïons (raïons municipaux)                      |                                                 |                                                 |                                                 |                                                 |                                                 |
| 6                                               | Raïon de Belaïa                                 | Belaïa                                          | 950                                             | 14 659                                          | 16.7                                            |
| 7                                               | Raïon de Bolchoïe Soldatskoïe                   | Bolchoïe Soldatskoïe                            | 780                                             | 10 599                                          | 14.8                                            |
| 8                                               | Raïon de Glouchkovo                             | Glouchkovo                                      | 860                                             | 20 024                                          | 23.6                                            |
| 9                                               | Raïon de Gorchetchnoïe                          | Gorchetchnoïe                                   | 1 400                                           | 14 678                                          | 12,0                                            |
| 10                                              | Raïon de Dmitriev                               | Dmitriev-Lgovski                                | 1 270                                           | 13 936                                          | 12.3                                            |
| 11                                              | Raïon de Jeleznogorsk                           | Jeleznogorsk                                    | 991                                             | 15 478                                          | 16.4                                            |
| 12                                              | Raïon de Zolotoukhino                           | Zolotoukhino                                    | 1 150                                           | 21 151                                          | 19.4                                            |
| 13                                              | Raïon de Kastornoïe                             | Kastornoïe                                      | 1 230                                           | 14 333                                          | 12.9                                            |
| 14                                              | Raïon de Konytchiovka                           | Konytchiovka                                    | 1 070                                           | 8425                                            | 8.4                                             |
| 15                                              | Raïon de Korenevo                               | Korenevo                                        | 850                                             | 15 018                                          | 19.5                                            |
| 16                                              | Raïon de Koursk                                 | Koursk                                          | 1 620                                           | 54 521                                          | 35.4                                            |
| 17                                              | Raïon de Kourtchatov                            | Kourtchatov                                     | 700                                             | 17 497                                          | 26.6                                            |
| 18                                              | Raïon de Lgov                                   | Lgov                                            | 1 080                                           | 11 942                                          | 11.9                                            |
| 19                                              | Raïon de de Mantourovo                          | Mantourovo                                      | 1 010                                           | 11 375                                          | 12.6                                            |
| 20                                              | Raïon de Medvenski                              | Medvenka                                        | 1 090                                           | 16 324                                          | 15,0                                            |
| 21                                              | Raïon d'Oboïan                                  | Oboïan                                          | 1 090                                           | 27 923                                          | 27.3                                            |
| 22                                              | Raïon d'Octobre                                 | Priamitsyno                                     | 620                                             | 23 164                                          | 39,6                                            |
| 23                                              | Raïon de Ponyri                                 | Ponyri                                          | 690                                             | 10 893                                          | 16.3                                            |
| 24                                              | Raïon de Pristen                                | Pristen                                         | 1 010                                           | 14 326                                          | 15,5                                            |
| 25                                              | Raïon de Rylsk                                  | Rylsk                                           | 1 550                                           | 29 859                                          | 20.6                                            |
| 26                                              | Raïon soviétique                                | Kchensky                                        | 1 150                                           | 16 348                                          | 15.3                                            |
| 27                                              | Raïon de Solntsevo                              | Solntsevo                                       | 1 090                                           | 12 182                                          | 12.9                                            |
| 28                                              | Raïon de Soudja                                 | Soudja                                          | 1 010                                           | 25 119                                          | 26.1                                            |
| 29                                              | Raïon de Tim                                    | Tim                                             | 850                                             | 10 208                                          | 13,0                                            |
| 30                                              | Raïon de Fatej                                  | Fatej                                           | 1 300                                           | 16 771                                          | 14.4                                            |
| 31                                              | Raïon de Khomoutovka                            | Khomoutovka                                     | 1 150                                           | 8539                                            | 8.4                                             |
| 32                                              | Raïon de Tcheremissinovo                        | Tcheremissinovo                                 | 840                                             | 7804                                            | 11.1                                            |
| 33                                              | Raïon de Chtchigry                              | Chtchigry                                       | 1 220                                           | 9470                                            | 8.7                                             |